# FLT3
CD135, или fms-подобная тирозинкиназа 3 (англ. fms like tyrosine kinase 3 (FLT-3)) — мембранный белок, рецептор цитокинов, относится к рецепторным тирозинкиназам III класса. Продукт гена человека FLT-3. Экспрессирован на многих гемопоэтических клетках-предшественниках, играет роль в развитии гемопоэтических стволовых клеток.
Мутации гена FLT-3 часто встречаются при остром миелоидном лейкозе. Высокий уровень экспрессии гена также ассоциирован с неблагоприятным прогнозом лейкоза. 

## Структура
Структура белка FLT3 включает внеклеточный участок с 5 иммуноглобулино-подобными доменами, трансмембранный фрагмент, примембранный домен и тирозинкиназный домен, состоящий из 2 отделов, соединённых тирозинкиназным мостиком. Цитоплазматический участок гликозилирован, что обеспечивает локализацию рецептора на мембране.

## Функции
Белковая тирозинкиназа рецепторного типа FLT3 действует как клеточный поверхностный рецептор для цитокина FLT3LG и регулирует дифференциацию, пролиферацию и выживание гемопоэтических клеток-предшественников и дендритных клеток. Обеспечивает фосфорилирование SHC1 и AKT1, а также активацию эффекторного белка MTOR. Стимулирует активацию RAS-опосредуемого сигнального пути, включая MAPK1/ERK2 и MAPK3/ERK1. Фосфорилирует FES, FER, PTPN6/SHP, PTPN11/SHP-2, PLCG1, STAT5A и STAT5B. Причём активация нормальной формы киназы FLT3 приводит лишь к слабой активации STAT5A или STAT5B, в то время как мутации, приводящие к образованию постоянно активной форме фермента промотируют клеточную пролиферацию и устойчивость к апоптозу за счёт активации многочисленных сигнальных путей.